# 漫长的季节
《漫长的季节》是一部由企鹅影视出品，由辛爽执导，范伟、秦昊、陈明昊等领衔主演、李庚希、刘奕铁、蒋奇明等特别主演的生活悬疑剧，讲述了一座小城“桦林”中多个人物由于一场碎尸案而跨越近20年的故事。2023年4月22日在腾讯视频独播。2024年2月11日起每晚19:30在江苏卫视幸福剧场播出。

## 剧名来源
该剧主要人物与故事框架来自于编剧于小千所创作的《凛冬之刃》，但相对于最初版本，编剧团队及导演对这个剧本进行了大幅度的改编，改动重点包括沈墨的人设、王阳之死、龚彪之死，以及王响与沈墨之间的恩怨。而剧名《漫长的季节》则取材于该剧文学策划班宇的同名短篇小说，同时，剧中由王阳写出的诗歌《漫长的》也是班宇的作品，导演辛爽在采访中表示他采用这个名字原因在于，狭义地看，王响被困在了儿子王阳走后的那年秋天，广义地理解，季节代表四季轮回，特别像人生。他希望透过时间流逝的感觉、透过王响，让人看到芸芸众生。

## 剧情
该剧以虚构的中国东北城市桦林为背景，故事围绕着即将倒闭的桦林钢铁厂周围发生的一起碎尸案展开。整个故事横跨近20年，采用1997年、1998年和2016年时空交错三线叙事，倒叙和插叙交叉使用。全剧共12集，分为四个章节叙述，但前三章的标题在第一集集中便依次出现，第四章在最后一集才出现，第三章长达近11集长度，与剧名相对应的同时，也展现了主角王响是怎么走出困住他的这个秋天。

### 分集剧情
| 集数 | 片尾曲                                             | 首播日期      |
| 第壹章“姐夫以前开火车的”Chapter 1 "A train lost in autumn" |                                                    |               |
| 01 | Blue Moon                                          | 2023年4月22日 |
| 2016年的桦林市，桦钢下岗工人王响与其妻的表妹夫龚彪合伙开出租车维生。龚彪背着妻子用家中积蓄十五万买入一辆出租车却被发现曾经泡水并大修，却在过户当日接到警方电话，一辆与其车牌一致的套牌出租车在路边撞人并逃逸，他的出租车因此被暂扣。为取回出租车，王响与龚彪赶到被撞者送去的医院，却发现该人已经悄悄离开，并用了假身份信息登记。随后在出租车司机们帮助下，二人在一维修厂找到了套牌车，但套牌车司机将车强行开离，王响开车追逐其至一片玉米地后被其逃走。在药店工作的龚彪的暧昧对象小露恰逢夜间有人来买撞伤药物，因行迹可疑拍下其背影发给龚彪，王响看到后，发现照片上正是自己魂牵梦绕十几年的那个背影。 |                                                    |               |
| 第贰章“响亮的响”Chapter 2 "Xiang" |                                                    |               |
| 1998年，桦林钢铁总厂，工厂的经营情况逐步恶化，职工在厂办前聚众抗议。火车司机王响与患冠心病安装有心脏支架的妻子罗美素、高考落榜的儿子王阳一家三口居住在桦钢生活区。此时桦钢生活区垃圾箱中发现碎尸，刑警队长马德胜带人前往调查，王响作为治安积极分子热心到现场帮忙，但却因恶心呕吐被送往医院。 |                                                    |               |
| 第叁章“那个人又回来了”Chapter 3 "Till death do us part" |                                                    |               |
| 1997年，桦林卫生职业学校新生入学，王阳随同学曲波混入其中，认识了新生报到的沈墨。画面一转，老年王响独自在家中，墙上挂着王阳的黑白遗照。 |                                                    |               |
| 02 | 生机                                               | 2023年4月22日 |
| 王响因协助办案入院而受到了厂长形式上的表彰，同时，刚大学毕业分配至厂办的龚彪在医院对王响妻子的表妹护士黄丽茹产生了好感。虽然妻子心脏手术费用迟迟未能报销，王响依然为受到工厂的表彰感到骄傲。另一边，公安局分析碎尸为年轻女性，失踪的桦医学生沈墨引起了关注。 桦钢因经营恶化研究一部分工人下岗事宜，龚彪发现王响在下岗名单后来到王响家中，以帮助追求黄丽茹为条件将此事透露给王响，王响因想保住工作而决心在碎尸案中立功。 回到2016年，王响与龚彪为抓住被套牌车撞伤的患者，安排小露为其送药并跟踪，但由于疏忽二人跟丢，小露反被此人撞至变压箱上负伤，被送入重症病房。 |                                                    |               |
| 03 | Suite Bergamasque,CD 82, L.75 - III. Clair de lune | 2023年4月22日 |
| 追查被撞者不成反导致小露受伤，王响决定去找马德胜协助调查，当年的刑警队长的马德胜现在已经成为老年大学的拉丁舞舞王。时间回到1998年，碎尸案尸块接连在不同地点被发现，王响立功心切积极帮助警方侦查，与马德胜熟识。 沈墨入学后来到维多利亚娱乐城勤工俭学演奏钢琴，王阳为接近沈墨，也来到维多利亚打工成为服务生。沈墨因拒绝给富商海哥演奏纤夫的爱而被其羞辱，但海哥离开娱乐城后便被傅卫军等人拦下并报复。王阳来到学校为军训中的沈墨雨中撑伞，虽然被罚写检查但二人关系更近一步。 |                                                    |               |
| 04 | 你把我的脸庞转向明天                               | 2023年4月23日 |
| 碎尸案发生后王阳精神萎靡，母亲美素请神婆来看，神婆称与女人有关，王响也从公安局得到了尸体为女性的信息，加上王阳神色话语异常，心中有所怀疑。马德胜来找王响，希望他能够帮他盯紧桦钢情况，协助其破案。 时间来到2016年，为查找套牌车信息，马德胜王响龚彪三人组找到已经成为交警的当年马德胜部下崔国栋，并根据他提供的信息来到车管所，从小广告找到了假车牌中介邢建春，邢建春曾是桦钢保卫科科长，与三人在碎尸案时已经熟识，但由于缺乏证据，三人只能将其放走。随后，马德胜利用舞队伙伴借买车牌为由引出邢建春，在追逐时发现其已经身患尿毒症，王响见到昔日意气风发的同事落得如此地步，便将其放走。回到家中王响又幻想儿子王阳仍在，驱车来到儿子遇难的河边大声呼喊儿子的姓名。 |                                                    |               |
| 05 | 小星星变奏曲                                       | 2023年4月24日 |
| 时间回到碎尸案前，桦钢已经临近破产，邢建春等人偷偷往外倒卖工厂资产获利，王响发现后严厉批评了工友，不肯接受邢建春的贿赂，并借故火车故障使得货物被扣下，与邢建春结怨。王阳来到维多利亚娱乐城打工后与沈墨逐渐走近，二人一同去看火车，王阳为她读了自己写的诗。当晚沈墨回到学校后，却发现自己的大伯兼养父沈栋梁与养母赵静从松河搬到桦林找自己，三人吃完饭后沈栋梁将她带到住宿的宾馆，为她剪指甲还称一家人就要永远在一起。 王响因阻止邢建春等人倒卖资产而受到威胁，但他并未屈服。傅卫军凭借凶残的手段，与小混混隋东在桦钢靠盗窃资金经营了一家录像厅，但因偷摩托车与桦钢游手好闲工人子弟们结仇。沈栋梁来到学校打探沈墨的交友状况，并为沈墨购买了新衣服要求其在自己房间换好，控制欲与变态嗜好逐渐显现。王阳约沈墨共同去看《泰坦尼克号》，但当晚被父亲王响发现在娱乐城打工而被迫回家，沈墨独自看完电影后，发现养父沈栋梁在电影院门口严肃地等着她。 |                                                    |               |
| 06 | 夜长梦多                                           | 2023年4月25日 |
| 王响因儿子在维多利亚打工而感到不悦，但王阳用自己的钱为他购买了红色毛衣，王响因此默许了打工的事。王阳回到娱乐城后发现沈栋梁已经替沈墨办理了离职，并被沈栋梁威胁不要靠近沈墨。王阳约沈墨见面表白，并跳下小凉河以表爱意，沈墨将他救起后二人在河边取暖，沈墨说自己小指有四道纹命硬，王阳劝她掌握自己的命运。 王响决心送儿子进厂，携带礼物去找厂长，却不慎撞见厂长与情人在办公室偷情，厂长假意劝说其不要宣扬此事。沈墨找沈栋梁要求断绝关系，但沈栋梁反动手将她按在床上抽打，并威胁沈墨只要他活着一天就不让沈墨离开他，养母看到后反而劝沈墨不要惹养父生气。王阳到工厂给父亲送饭，邢建春将其诱骗至财务室，并诬陷其偷了工厂的钱，要带人将他押送至公安局，王响知道邢建春实际为报拦截偷运之仇，为了儿子前程无奈向邢建春低头认错。 回到2016年，邢建春来到王响家中，向其交代了买撞人套牌车的人所住小区地址，并通过描述让王响儿子王北画下了购买者大致的形象，二人终将多年的恩怨放下。王响告诉王北，要去大城市闯荡，不需要考虑自己，不是王北他也活不到今天。 |                                                    |               |
| 07 | Detached                                           | 2023年4月26日 |
| 三人组来到套牌车主所在小区蹲点，龚彪偶遇套牌车车主沈辉，但沈辉矢口否认自己曾经撞人，三人将其扭送至交警队。三人饭间马德胜问王响为何对此事穷追不舍，王响认为凭买药时拍下的背影他能确定被撞的人就是当年杀害王阳的凶手傅卫军，马德胜坚持傅卫军仍在监狱，王阳是自杀，三人不欢而散。龚彪回到家中，妻子黄丽茹与来家中整容的徐姐产生纠纷，徐姐要求其赔偿十万元，龚彪安慰妻子会将出租车卖掉筹钱，但黄丽茹要求离婚。 沈墨为摆脱养父的控制，指使傅卫军与隋东将沈栋梁的亲生儿子沈辉胳膊打折，沈栋梁与赵静因此搬离了桦林。王阳来到录像厅找沈墨，沈墨向他解释了傅卫军是自己的亲弟弟，因为是聋哑人被沈栋梁遗弃在福利院，二人最终牵手。 碎尸案后，有人称在工厂看到一个穿防护服的可疑人员，王响因此在厂内蹲守。沈栋梁到公安局认尸，确认尸体是沈墨，但马德胜发现其并不感到悲伤，心中生疑，随后去桦医了解沈墨的情况，得知之前有人在学校公告栏写了举报信并张贴了沈墨的裸照，并知道了王阳经常来学校找沈墨，马德胜因此将王阳叫去公安局问话。此时王响恰好去公安局反应情况，发现马德胜态度突然冷淡并要求王阳不得离开桦林，但王阳在被王响接回家的路上逃脱，王响独自回到家中后十分担心，在儿子房间床下翻出了一身防护服，发现上面带有血迹。 |                                                    |               |
| 08 | 我会早点走开                                       | 2023年4月27日 |
| 王响发现血衣后心情复杂，此时曲波来家中找王阳，王响要求他带自己去找王阳。王阳从公安局回家途中逃脱后来到录像厅，发现傅卫军与沈墨已经离开，隋东将一张写有碰头时间的纸条交给王阳。王响来到录像厅将儿子带回家，发现儿子将要去与人会面后，将王阳捆绑在家中。 时间回到碎尸案前，厂长因为邢建春诬陷王阳而拒绝了王响将儿子送进厂的请求，王响愤恨离开办公室时发现黄丽茹可能就是厂长的情人。在维多利亚打工的沈墨在下班路上结识了同在此地打工的陪酒妹殷红，并因殷红醉酒将她带回录像厅照顾，傅卫军见到殷红对其产生了好感。不料殷红其实是一个眼中只有利益的人，为钱财接近常在维多利亚消费的港商卢文仲并发展为他的情人，但卢文仲看上了沈墨，唆使殷红将沈墨介绍给他。此时，学校公告栏张贴了诬陷沈墨卖淫的举报信并附上了沈墨的裸照，沈墨因此受到了老师的训问与同学的排挤，心情不佳下找到殷红喝酒，殷红趁机在其酒中下药，将其迷倒后交给卢文仲。 |                                                    |               |
| 09 | In Gloom                                           | 2023年4月28日 |
| 2016年，王响找到当年同在维多利亚陪酒的桦钢工人巧云了解傅卫军的情况，但对王响有爱意的巧云误认为王响是因为自己的曾经的经历而嫌弃自己。另一边，马德胜找到当年自己的下属，如今已经是桦林公安局长的李群，想查阅当年桦钢碎尸案的案卷，但被李拒绝。得知傅卫军已经死于监狱，三人来到殡仪馆，发现傅卫军的骨灰已经被沈栋梁领走，于是三人来到沈栋梁居住的小区，一番周折后却发现沈栋梁已经在家中被杀害，赵静也因为被凶手切断了氧气电源而被送往医院。三人作为现场发现者被带到公安局，李群训斥马德胜不应随便参与案件，王响也因此错过了向巧云道歉的时间。 碎尸案前，傅卫军与隋东在录像厅被桦钢游手好闲工人子弟报复而受伤，沈墨因为被卢文仲强奸而准备离开维多利亚，遇到殷红对其质问反被其嘲讽，王阳知道沈墨被玷污后闯入卢文仲包厢大闹，被老板带人殴打并赶出维多利亚。姐弟二人与王阳在被打砸的录像厅内碰面，沈墨决心向伤害自己的人复仇。 |                                                    |               |
| 10 | An der schönen blauen Donau op. 314 蓝色多瑙河     | 2023年4月29日 |
| 沈墨向卢文仲打电话假意说自己已经想通，卢文仲兴奋之余独自开车赴约，沈墨将他引至录像厅后，在傅卫军与王阳的帮助下将其绑架。恐惧之下，卢文仲提出给三人80万元汇票，但傅卫军与王阳去到银行后发现汇票并未到提取日，反而引起了银行人员怀疑，气愤之余二人返回录像厅，发现沈墨已经将卢文仲杀害。事已至此，三人只得将卢文仲的车在录像厅后焚毁，王阳穿着防护服将卢文仲的尸体扔入桦钢炼钢炉。事情结束后，沈墨安慰王阳先回家休息，与他约定安排好后与傅卫东三人一起离开桦林。 多日不见卢文仲的殷红凭借之前的信息来到录像厅找沈墨，沈墨假意将80万汇票交给殷红，趁其不备将她砍倒并碎尸。傅卫军返回录像厅后发现殷红已经被沈墨杀死，沈墨告诉他以后她就是殷红，并砍下自己四道纹的小指，与殷红的尸块混在一起打包成数份，交由傅卫军抛在桦钢工厂各处。 |                                                    |               |
| 11 | lf there is a tomorrow                             | 2023年4月30日 |
| 与沈墨约定的会面时间已近，王阳趁王响出门，假借需要吃饭为由骗母亲将自己松绑，从家中逃出。王响得知后紧急联系马德胜，但碎尸案后，马德胜怀疑当初在学校张贴沈墨裸照的人就是其养父沈栋梁，便违背公安局长安排独自驱车前往松河，确认沈栋梁对沈墨有过猥亵行为后情绪失控将其暴打，未能及时回复王响。另一方面，傅卫军与沈墨准备离开桦林，但傅卫军决心替沈墨顶罪，留下字条后故意去银行取钱，被早已有埋伏的警方抓捕。 王响未能得到马德胜回复，便只好请求龚彪协助自己去王阳约好的地方抓捕凶手，但黄丽茹恰好来找龚彪主动投怀送抱，导致龚彪忘记此事。王响等不到龚彪只得独自前往，看到沈墨的背影后便以为其是连累王阳卷入杀人案的凶手，但由于天黑，王响未能将沈墨逮住，反被其用电击棒电晕，沈墨在摆脱王响后去到小凉河桥与王阳碰面。 次日，厂里召开职工大会宣布下岗名单，与丽茹快速订婚的龚彪本应提干，却无意中发现厂长与丽茹有奸情并导致丽茹怀孕，在会场现场与厂长翻脸，被临时加入下岗名单，王响得知此事后，过往的委屈与愤怒一并爆发，与工友一起大闹会场，混乱之际黄丽茹被撞倒不幸流产，厂长也因违法而被市纪委带走调查。职工大会草草结束后，王响接到警方通知，王阳的尸体在小凉河边被发现，王响赶到现场，见到儿子的尸体后痛不欲生。 2016年，王响买花向巧云道歉，恰好遇到同追求巧云的吴老师，得知吴老师家境不错，王响在抒发完对巧云的感情后祝福她与吴老师在一起幸福。另一方面，龚彪来到黄丽茹新开张的美容店，见到黄丽茹与合伙人郝哥开心的情景后决定放下，同意与丽茹离婚并净身出户。感情双双受挫，王响、龚彪与马德胜三人来到KTV抒怀，共同起舞。第二天天亮，为二人去买早餐的龚彪开车遭遇车祸坠入河中，马德胜也因饮酒在KTV中突发脑血栓昏厥。              |                                                    |               |
| 12 | 再回首                                             | 2023年5月1日  |
| 王阳葬礼当天，马德胜来看望王响，王响指责他如果当时他出现王阳不至于身亡，马德胜感到烦闷，回到公安局后发现碎尸案已经交给李群，自己因为打人遭到处分，一怒之下脱下警服离开。在家中接待客人的罗美素表现异常热情，招呼亲朋好友吃饭，完全显示不出丧子的哀伤，但当王响下楼送客后回到家中后，发现妻子已经在卫生间自缢身亡。 时间跳转2016年，王响来到曾经已经在这里送走妻儿的殡仪馆为龚彪整理后事，丽茹也来到殡仪馆，对着龚彪的尸体放声大哭。随后，王响又来到医院照顾住院的马德胜，在帮其理发后，马德胜照着镜子突然恍然大悟。二人来到公安局，马德胜向李群及警员讲述碎尸案真相，当年沈墨并没有死，她用小指误导警方死的人是她，自己用殷红的身份逃至内蒙古生活，沈栋梁在认尸时已经发觉此事。狱中的傅卫军去世后，沈栋梁利用傅卫军狱中留下的信件地址给沈墨写信并以傅卫军骨灰引诱其回桦林，驾驶儿子沈辉的出租车套用假车牌意图撞死沈墨但未能成功，反被其随后溜进家中杀害。此时，沈墨已经潜入赵静所在的医院，并替换了输液的药品，最终杀害了当年看到自己被猥亵而无动于衷的养母。在离开医院时，她为躲避警方而坐上了前来找她的王响的出租车。 王响在车上逼问沈墨王阳当年有未杀人以及死因，意图将车撞向桥墩，沈墨回答王阳并未杀人，是因当天沈墨心灰意冷跳入河中自杀，王阳是为救她而死。王响得知此事后紧急刹车但车辆已经失控翻覆着火，沈墨一心求死不肯下车，王响拼命将其拖出，警方赶到，前后持续十几年的连续杀人案终于破获。王北赶来扶起受伤的王响，王响在王北怀中回忆起当年自己心灰意冷准备卧轨自杀，是被路边有婴儿的啼哭声吸引才未能成功，这个捡到的婴儿就是现在的儿子王北。此时雪花飞舞，因为碎尸案而让众人停留的那个漫长的秋季终于过去，冬天即将来临。 |                                                    |               |
| 第肆章“往前看，别回头”Chapter 4 "Don't look back in anger" |                                                    |               |
| 2017年，王北即将到北京读书，王响与巧云在家中为其收拾行李，翻出了王阳当年写的诗《漫长的》。在送王北的路上，王响下车小便，最终倒在玉米地中。恍惚间，他走出玉米地，看到了当年正驾驶着火车意气风发的自己，便追逐着火车大声向他喊道，往前看，别回头。 |                                                    |               |

## 播出时间
| 媒体     | 所在地   | 播出日期             | 播出时间                                                                       | 备注 |
| -------- | -------- | -------------------- | ------------------------------------------------------------------------------ | ---- |
| 腾讯视频 | 中国大陆 | 2023年4月22日-5月8日 | 会员首更3集，每日18点更新1集； 非会员每周六日一18点更新1集； 会员专享3集大结局 |      |

## 演员与角色
| 角色   | 演员   | 介绍 |
| ------ | ------ | --- |
| 王响   | 范伟   | 出租车司机。王响曾经是桦钢厂里的火车司机，受人尊敬的工厂劳模，后来下岗成为一个普通的出租车司机，与收养的儿子王北相依为命。他和妹夫龚彪因追查套牌出租车，意外发现了与当年凶杀案有密切关联的人。为了给死去的儿子王阳一个交代，他找到当年的刑警马德胜，再次展开跨越18年的追凶。 |
| 龚彪   | 秦昊   | 王响妻子的表妹夫。作为90年代少见的大学生，龚彪被分配到厂办工作，他能说会道，想要一展宏图。因为看上了厂里医院的护士黄丽茹，还为她怒打厂长，成为首批下岗工人。昔日的天之骄子多年后成为落魄的出租车司机，罹患糖尿病让他变得肥胖臃肿。虽然当年如愿和黄丽茹结婚了，但十多年来生活过得浑浑噩噩，与黄离婚后因车祸身亡。                                                                                       |
| 马德胜 | 陈明昊 | 退休刑警。碎尸案发生时任刑警队长，为查清碎尸案的真相而奔走，在得知沈栋梁性侵沈墨后对其进行殴打后被处分，并因不满公安局安排而主动请辞。退休后成为老年大学的舞王，在王响的请求下帮助王响侦察出租车套牌案。最后得了痴呆，并再次帮助解惑碎尸案。 |
| 沈墨   | 李庚希 | 女大学生。沈墨性格亲和开朗，心智比同龄人更加稳重成熟，不轻易表露情绪，做事有条理和计划性。从小父母双亡，被沈栋梁收养并被性侵。在维多利亚会所勤工俭学弹钢琴的时候被港商卢文仲看上，并被会所的殷红出卖后被卢文仲侵害。后来为了复仇，设计抓住并杀害卢文仲和殷红。分尸殷红后剁下自己的小拇指用以伪装自己是受害者，并以殷红的身份逃离。多年后回到桦林杀害养父沈栋梁和养母成功复仇。最后被捕并交代杀人事实。 |
| 沈墨   | 张静初 | 女大学生。沈墨性格亲和开朗，心智比同龄人更加稳重成熟，不轻易表露情绪，做事有条理和计划性。从小父母双亡，被沈栋梁收养并被性侵。在维多利亚会所勤工俭学弹钢琴的时候被港商卢文仲看上，并被会所的殷红出卖后被卢文仲侵害。后来为了复仇，设计抓住并杀害卢文仲和殷红。分尸殷红后剁下自己的小拇指用以伪装自己是受害者，并以殷红的身份逃离。多年后回到桦林杀害养父沈栋梁和养母成功复仇。最后被捕并交代杀人事实。 |
| 王阳   | 刘奕铁 | 王响的儿子。高考失败却不想继续复读，在桦林医学院意外结识了女大学生沈墨，为了追求沈墨进入会所当服务员。后来帮助沈墨复仇绑架并抛尸港商卢文仲。最后为了救下跳河的沈墨被淹死。 |
| 傅卫军 | 蒋奇明 | 沈墨的弟弟。由于聋哑，在被沈栋梁拒绝收后，被一家姓傅的人家收养。长大后在桦林开了一家录像厅，帮助沈墨绑架港商报仇，协助抛尸殷红尸体。并故意去取汇款被警方抓捕入狱，在狱中死亡。 |
| 隋東   | 王啸宇 | 沈墨與傅衛軍的好友。长大后與傅衛軍在桦林开了一家录像厅，遭舊怨尋釁被打傷送醫。 |
| 李巧云 | 刘琳   | 桦钢女工，在厂里磅房工作，家里有罹患白血病的儿子、残疾的丈夫、年迈的四个老人，生活的重担压得她喘不过气来。随着她被下岗，她只能去舞厅里当陪酒女。在儿子、丈夫去世后开了一家按摩店，喜欢王响。最后与王响在一起。 |
| 王北   | 史彭元 | 王响的养子。 |
| 沈栋梁 | 侯岩松 | 沈墨的大伯、养父。在收养沈墨后对其进行控制和性侵，并拍裸照和写匿名举报信给沈墨学校。多年后利用傅卫军骨灰引诱沈墨回到桦林并企图将其撞死而未得逞，最后在家中被沈墨杀死。 |
| 卢文仲 | 彭梓桁 | 广东湛江人，假冒港商。与厂长宋玉坤勾结实施经济犯罪。喜欢沈墨并通过殷红对沈墨实施了侵害。后来被沈墨设计绑住杀害，其尸体被王阳扔到炼钢炉中。 |
| 殷红   | 王艺荻 | 陪酒女。为了金钱出卖了帮助她的沈墨。后来被沈墨杀害并分尸。 |
| 罗美素 | 林晓杰 | 王响妻子，王阳母亲，体弱多病。在王阳死后上吊自杀。 |
| 黄丽茹 | 王佳佳 | 桦钢厂医院护士。在医院的时候与厂长宋玉坤有染后怀孕。在厂里大会那天流产后终身不育，后接受追求她的龚彪与其结婚。后来开了一家家庭作坊美容院。因为家庭琐事与龚彪离婚。 |
| 邢建春 | 杨一威 | 桦钢厂保卫科科长，因倒卖厂里设备被开除。后患尿毒症，靠倒卖车牌为生。 |
| 李群   | 唐曾   | 马德胜任刑警队长时的下属，后因办案理念不合与马德胜分道扬镳，2016年时任桦林市公安局局长。 |
| 宋玉坤 | 张帆   | 原桦钢厂厂长。与假港商勾结，在被举报后被纪委调查。 |
| 徐姐   | 任素汐 | 桦钢附近冷面馆老板娘，1998年冷面馆所在位置的下水道发现部分分尸案尸块。2016年在黄丽茹处整容失败，与黄发生纠纷。 |
| 徐姐   | 王虞粤 | 桦钢附近冷面馆老板娘，1998年冷面馆所在位置的下水道发现部分分尸案尸块。2016年在黄丽茹处整容失败，与黄发生纠纷。 |

## 拍摄与取景
尽管该剧设定背景于东北小城“桦林”，但由于故事设定为秋天发生，而东北地区的秋季普遍只能持续50天左右，时间不足以给剧组完成剧集拍摄，因此该剧实际是在秋季日数通常在110天以上的云南昆明、西双版纳等地拍摄的，为使得拍摄环境与东北地区更加相似，剧组提前在云南西双版纳种植了一片玉米地。
| 昆明市 - 桦钢厂区、桦钢铁路 昆明钢铁集团有限责任公司厂区（安宁市昆钢厂区） - 桦林电影院 昆明手扶拖拉机厂旧厂区办公楼（官渡区工映1970神犁文创园内） - 桦钢工厂职工会议礼堂内景 昆明手扶拖拉机厂旧厂区礼堂（官渡区工映1970神犁文创园内） - 桦钢宿舍区 原云南轮胎厂宿舍区（晋宁区环西路492号云轮社区） - 桦钢办公楼 海口五钠厂工人俱乐部（西山区中轻依兰集团有限公司生活区） - 桦钢工厂职工会议礼堂外景 海口五钠厂云天化集团旧办公楼（西山区中轻依兰集团有限公司生活区） - 录像厅及分尸厕所与泳池 海口五钠厂游泳池（西山区中轻依兰集团有限公司生活区） - 桦医办公楼与女生宿舍 海口五钠厂办公楼（西山区中轻依兰集团有限公司生活区） - 傅卫军被捕的银行及饺子店 西依生活区（西山区西依社区西依医院门诊部附近） - 王响与龚彪跟随小露送药的城中村 麻园城中村（五华区艺苑巷昆明二十四中旁） - 王北打工的便利店 万逸之家连锁便利新迎小区店（盘龙区新德巷32号） - 龚彪驾车坠河地 广居路宝象河桥（官渡区广居路宝象河桥） | - 桦林市公安局大楼 云锡龙马公司办公楼（盘龙区穿金路721号煤机厂区内） - 王响龚彪涉赌被带去的派出所 安宁市连然派出所旧址（安宁市华西巷与华西路交叉口） - 王响交车的司机之家 凉亭路西口停车场建筑（官渡区彩云北路与凉亭路交叉口） - 小凉河大桥 赤江桥（宜良县北古城镇盘江东路古城幼儿园旁） - 王响开车追逐套牌车的桥 安宁320国道跨线桥（安宁市云南交通运输职业学院后门北侧） - 王响载吴老师见巧云的地点 安宁昆钢小南新区路边（安宁市昆钢建设街小南新区） - 王响载吴老师与巧云下车的地点 安宁昆钢晓塘花园对面（安宁市昆钢建设街与钢昆路交叉口） - 第一季片头王响开车经过的铁路道口 昆明东铁路货场线凉亭中路道口（官渡区凉亭中路与金马路交叉口南侧） - 马德胜找交警崔国栋的路口 昆钢生活区（安宁市朝阳路与钢昆路交叉口） 楚雄彝族自治州 - 维多利亚国际娱乐广场 一平浪镇土产公司大楼（禄丰市一平浪镇） |

## 配乐
| 曲序 | 曲目                   |                       | 作曲         | 编曲 | 演唱者          | 备注   |
| ---- | ---------------------- | --------------------- | ------------ | ---- | --------------- | ------ |
| 1.   | 自己过                 | 段瑢、吴狄、程茵      | 吴狄         |      | 旋转保龄乐队    | 插曲   |
| 2.   | Blue Moon              | The Molds             | The Molds    |      | 刘舸            | 片尾曲 |
| 3.   | 生机                   | 超级市场              | 超级市场     |      | 超级市场        | 片尾曲 |
| 4.   | 你把我的脸庞转向明天   | 刘鹏、陈思江          | 刘鹏、陈思江 |      | 法兹/海朋森乐队 | 片尾曲 |
| 5.   | 夜长梦多               | 金依依                | 金依依       | 蛙池 | 金依依          | 片尾曲 |
| 6.   | Detached               | 固体李逵              | 固体李逵     |      | 固体李逵        | 片尾曲 |
| 7.   | 我会早点走开           | 丁可                  | 丁可         |      | 丁可            | 片尾曲 |
| 8.   | In Gloom               | F.L.O.A.T（白羽）     | Life Awaits  |      | Life Awaits     | 片尾曲 |
| 9.   | If there is a tomorrow | 边远                  | 刘虹位、边远 |      | Joyside         | 片尾曲 |
| 10.  | 再回首（OT：憑著愛）   | OA：潘源良 SA：陳樂融 | 盧冠廷       |      | 姜育恒          | 片尾曲 |

## 反响与评价
该剧上线后，豆瓣该剧评分便高达9分，在大结局后该剧关注度开始上升，豆瓣评分一度冲高至9.5，最终稳在9.4分，成为近年来评分最高的中国大陆剧集。除该剧在剧本、表演、音乐、美术、光影、剪辑等方面质感均较为优质以外，剧中以悬疑故事展现的东北下岗潮后各行各业平凡人物的生活状态也成为观众为该片打出高分的重要原因，一代人的命运随着前后十余年的罪案连结，沉重的时代隐喻也使得该剧有别于其他推理剧单纯的案件侦破，赋予了该剧更多的意义。

### 奖项荣誉
| 年份 | 颁奖礼                        | 奖项                    | 入围者               | 结果 | 参考          |
| ---- | ----------------------------- | ----------------------- | -------------------- | ---- | ------------- |
| 2023 | 第18届首尔国际电视节          | 国际竞赛单元 最佳男演员 | 范伟                 | 獲獎 | [ 10 ] [ 11 ] |
| 2023 | 第18届首尔国际电视节          | 最佳迷你劇集            | 《漫长的季节》       | 獲獎 | [ 10 ] [ 11 ] |
| 2023 | 第5届亚洲内容大奖&全球OTT大奖 | 最佳创意                | 《漫长的季节》       | 提名 | [ 12 ] [ 13 ] |
| 2023 | 第5届亚洲内容大奖&全球OTT大奖 | 最佳导演                | 辛爽                 | 獲獎 | [ 12 ] [ 13 ] |
| 2023 | 第5届亚洲内容大奖&全球OTT大奖 | 最佳男主角              | 范伟                 | 提名 | [ 12 ] [ 13 ] |
| 2023 | 第5届亚洲内容大奖&全球OTT大奖 | 最佳新人女演员          | 李庚希               | 提名 | [ 12 ] [ 13 ] |
| 2023 | 第5届亚洲内容大奖&全球OTT大奖 | 最佳视觉效果            | 《漫长的季节》       | 提名 | [ 12 ] [ 13 ] |
| 2024 | 新京报2023年度剧集／演员榜    | 年度品质剧集            | 《漫长的季节》       | 獲獎 |               |
| 2024 | 第二届中国电视剧年度盛典      | 年度优秀电视剧          | 《漫长的季节》       | 獲獎 |               |
| 2024 | 2024中国电视剧品质盛典        | 年度品质榜样剧作        | 《漫长的季节》       | 獲獎 |               |
| 2024 | 2024首都電視節目春推會        | 年度匠心劇集            | 《漫长的季节》       | 獲獎 |               |
| 2024 | 第29届上海电视节白玉兰奖      | 最佳导演                | 辛爽                 | 獲獎 |               |
| 2024 | 第29届上海电视节白玉兰奖      | 最佳中国电视剧          | 《漫长的季节》       | 提名 |               |
| 2024 | 第29届上海电视节白玉兰奖      | 最佳编剧（原创）        | 于小千、潘依然、陈骥 | 提名 |               |
| 2024 | 第29届上海电视节白玉兰奖      | 最佳男主角              | 范伟                 | 提名 |               |
| 2024 | 第29届上海电视节白玉兰奖      | 最佳男配角              | 陈明昊               | 提名 |               |
| 2024 | 第34届电视剧飞天奖            | 优秀电视剧奖            | 《漫长的季节》       | 獲獎 |               |
| 2024 | 第34届电视剧飞天奖            | 优秀导演奖              | 辛爽                 | 提名 |               |
| 2024 | 第34届电视剧飞天奖            | 优秀编剧奖              | 于小千、潘依然、陈骥 | 提名 |               |
| 2024 | 第34届电视剧飞天奖            | 优秀女演员奖            | 李庚希               | 提名 |               |
| 2024 | 第32届中国电视金鹰奖          | 优秀电视剧              | 《漫长的季节》       | 獲獎 |               |
| 2024 | 第32届中国电视金鹰奖          | 最佳男主角              | 范伟                 | 獲獎 |               |
| 2024 | 第32届中国电视金鹰奖          | 最佳电视剧              | 《漫长的季节》       | 提名 |               |
| 2024 | 第32届中国电视金鹰奖          | 最佳电视剧编剧          | 于小千、潘依然、陈骥 | 提名 |               |
| 2024 | 第32届中国电视金鹰奖          | 最佳男配角              | 秦昊                 | 提名 |               |

## 电视节目的变迁
| 马来西亚 Astro双星HD · 星期一至四 21:00 - 22:30 · 6月12日 21:00 - 22:00(第10集) · 6月13日 21:00 - 23:00(第11集) | 马来西亚 Astro双星HD · 星期一至四 21:00 - 22:30 · 6月12日 21:00 - 22:00(第10集) · 6月13日 21:00 - 23:00(第11集) | 马来西亚 Astro双星HD · 星期一至四 21:00 - 22:30 · 6月12日 21:00 - 22:00(第10集) · 6月13日 21:00 - 23:00(第11集) |
| --- | --- | --- |
| | 漫长的季节 （2023年5月25日－2023年6月14日）                                                                     | |
| 爱情而已 （2023年4月20日－2023年5月23日）                                                                       | 公诉 （2023年6月15日－2023年7月19日）                                                                           | |